# Краснознаменский сельский совет (Гадячский район)
Краснознаменский сельский совет (укр. Краснознаменська сільська рада) — входит в состав
Гадячского района
Полтавской области
Украины.
Административный центр сельского совета находится в 
с. Сергеевка.

## История
- 1919 — дата образования.

## Населённые пункты совета
- с. Сергеевка
- с. Вечирчино
- с. Калиновщина
- с. Лободино
- с. Чернече